# Meliosma

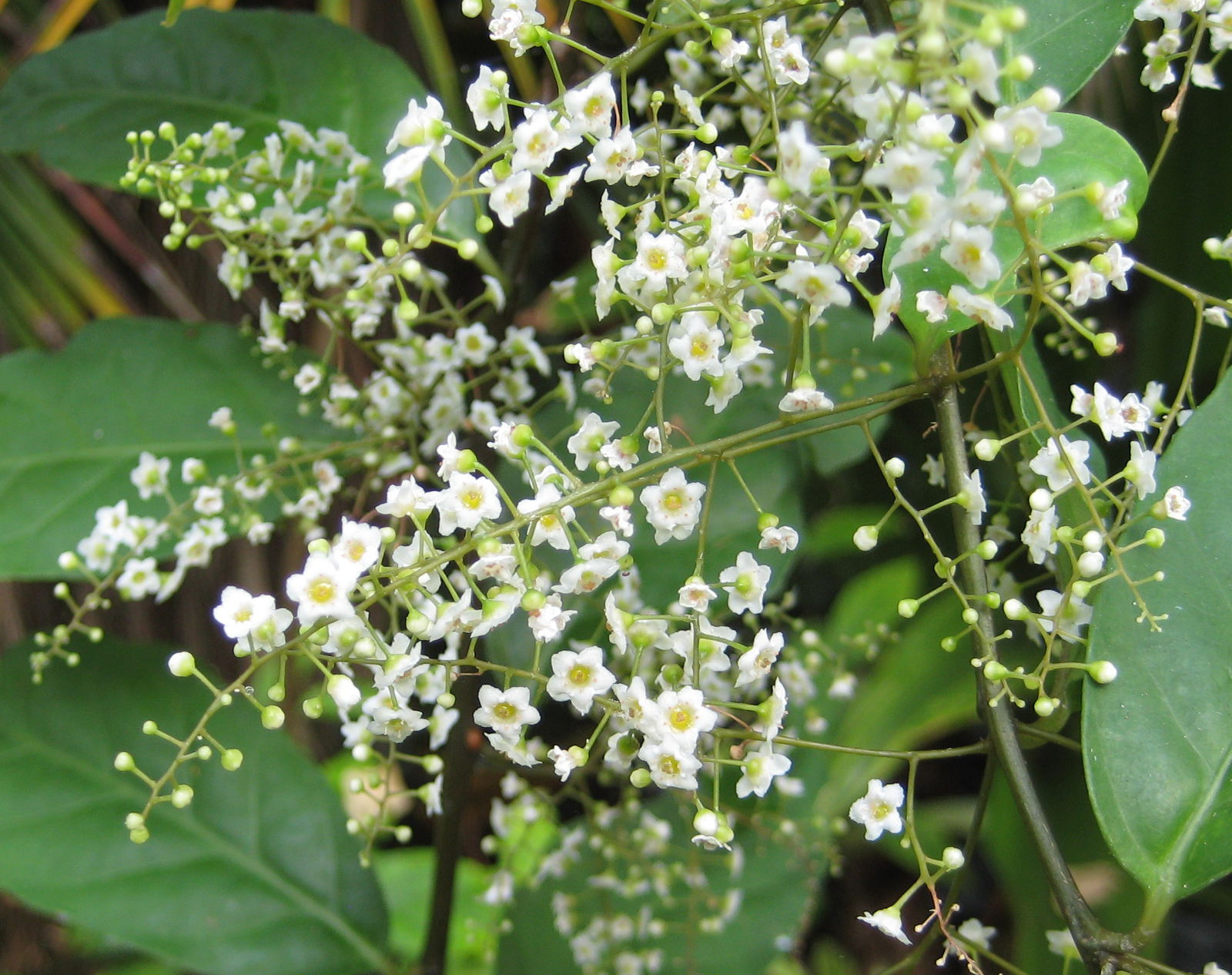
Meliosma henryi

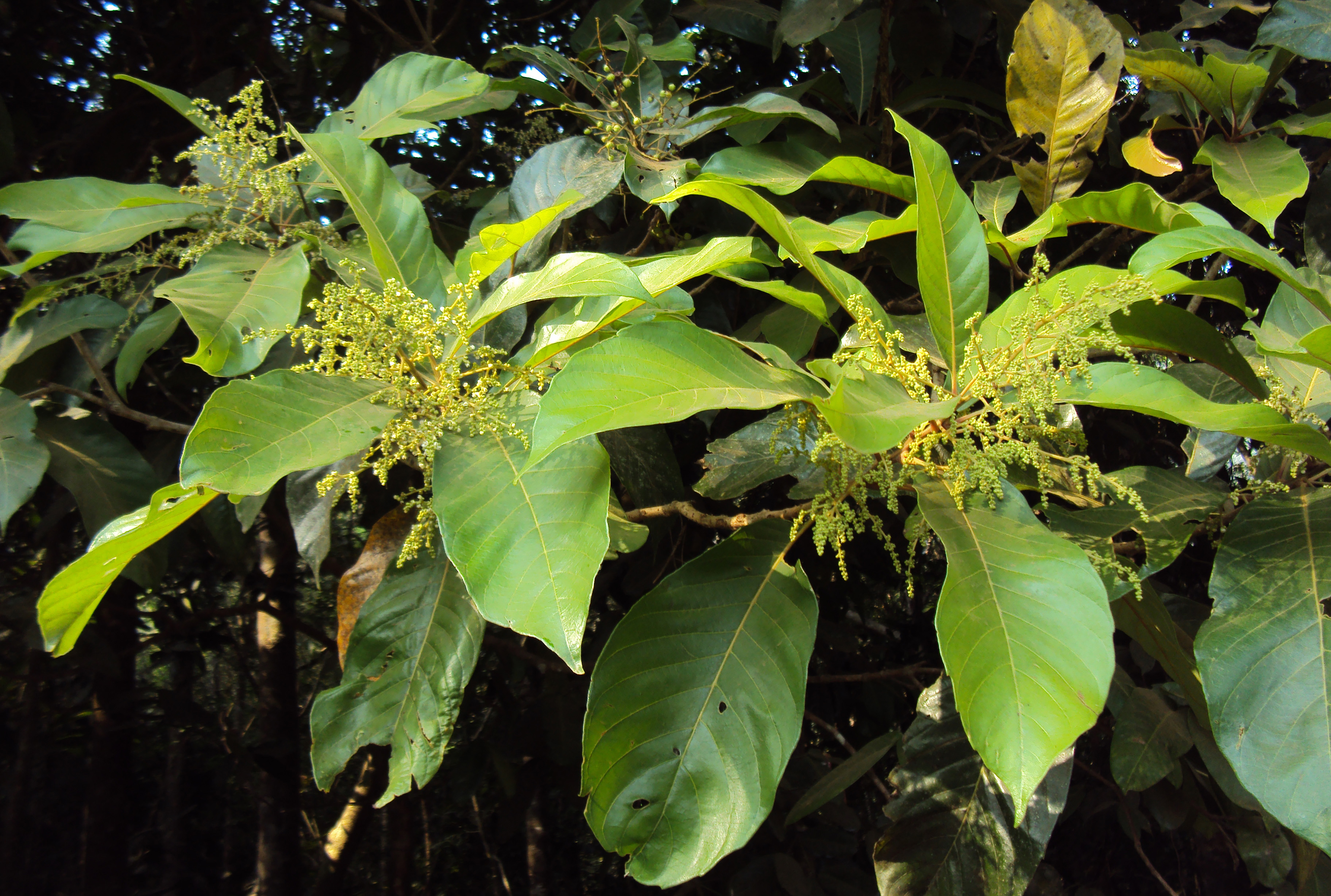
Meliosma simplicifolia

Meliosma – rodzaj roślin z rodziny sabiowatych (Sabiaceae). Obejmuje 124 gatunki (należy tu większość przedstawicieli rodziny). Zasięg rodzaju obejmuje rozległe obszary w południowo-wschodniej Azji – od Pakistanu po Japonię i Nową Gwineę oraz w Ameryce Środkowej i Ameryce Południowej (po Boliwię i południową Brazylię). Są to krzewy i drzewa rosnące w lasach, zarówno nizinnych, jak i górskich. Skamieniałości Meliosma znane są z mezozoiku z Europy Środkowej i Ameryki Północnej.
Niektóre gatunki wykorzystywane są jako źródło drewna i uprawiane  jako rośliny ozdobne, m.in. dla pachnących kwiatów.

## Morfologia

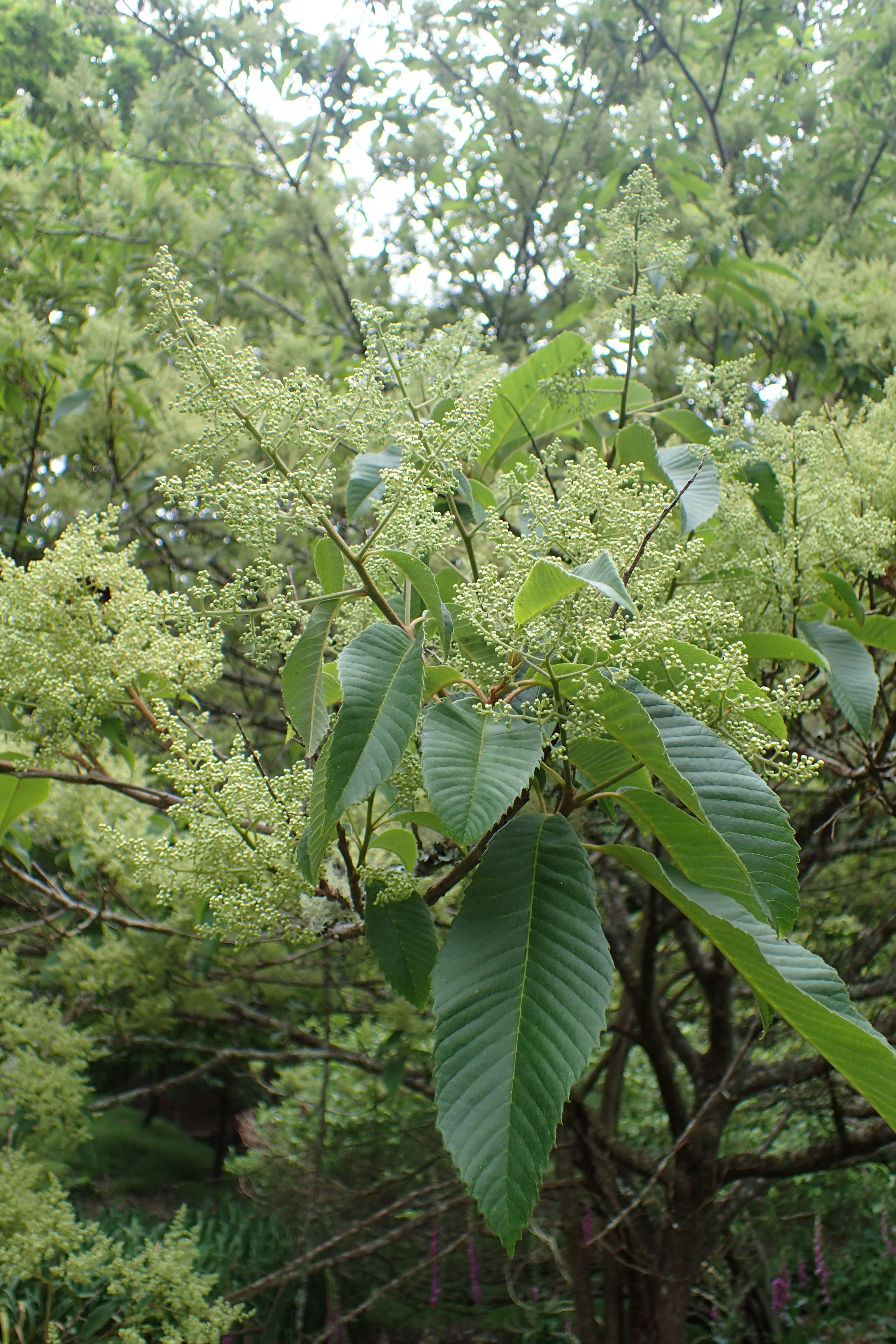
Meliosma myriantha

PokrójDrzewa i krzewy.
LiścieZimozielone (tylko dwa gatunki z rodzaju zrzucają liście), skrętoległe, często z ogonkami u nasady zgrubiałymi. Blaszka pojedyncza lub nieparzystopierzasto złożona. Blaszki liści całobrzegie lub piłkowane, użyłkowane pierzasto, z licznymi nerwami bocznymi.
KwiatyDrobne, obupłciowe, zebrane w silnie rozgałęzione, często bardzo okazałe wiechy wyrastające na szczytach pędów. Kwiaty siedzące lub krótkoszypułkowe. Kielich złożony z 5 działek, rzadziej 3 lub 4. Płatki korony zróżnicowane na trzy zewnętrzne okazałe i dwa wewnętrzne zredukowane, czasem dwudzielne. Z 5 pręcików tylko dwa przylegające do zredukowanych płatków są płodne, pozostałe wykształcone jako prątniczki. Często obecny jest dysk miodnikowy. Zalążnia jest górna, zwykle dwu-, rzadziej trójkomorowa, z pojedynczym zalążkiem w każdej z komór.
OwoceMięsiste pestkowce z pojedynczym nasionem.

## Systematyka i pochodzenie
Pozycja systematyczna

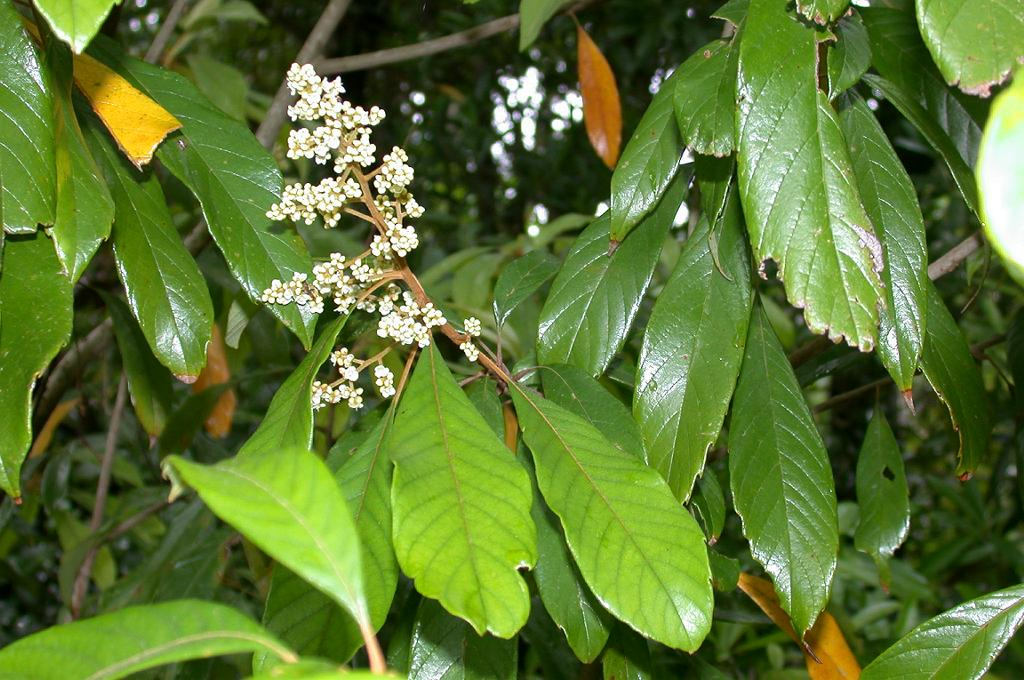
Meliosma rigida

Jeden z trzech rodzajów z rodziny sabiowatych (Sabiaceae). W obrębie rodziny zajmuje pozycję siostrzaną względem Ophioocaryon, a pozycję bazalną wobec tej pary zajmuje rodzaj Sabia.
Wykaz gatunków
- Meliosma abbreviata Urb.
- Meliosma alba (Schltdl.) Walp.
- Meliosma allenii Standl. & L.O.Williams
- Meliosma andina Cuatrec.
- Meliosma angustifolia Merr.
- Meliosma antioquiensis Cornejo
- Meliosma aristeguietae Steyerm. & A.H.Gentry
- Meliosma arnottiana (Wight) Walp.
- Meliosma beaniana Rehder & E.H.Wilson
- Meliosma bifida Y.W.Law
- Meliosma bogotana Steyerm.
- Meliosma boliviensis Cuatrec.
- Meliosma brenesii Standl.
- Meliosma caballeroensis Cornejo
- Meliosma caldasii Idrobo
- Meliosma callicarpifolia Hayata
- Meliosma caucana Cuatrec. & Idrobo
- Meliosma chartacea Lombardi
- Meliosma chiriquensis J.F.Morales
- Meliosma clandestina J.F.Morales
- Meliosma colletiana King
- Meliosma condorensis Cornejo
- Meliosma cordata A.H.Gentry
- Meliosma cornejoi E.Ramos
- Meliosma corymbosa A.H.Gentry
- Meliosma cresstolina J.F.Morales
- Meliosma cundinamarcensis Cuatrec. & Idrobo
- Meliosma cuneifolia Franch.
- Meliosma dentata (Liebm.) Urb.
- Meliosma depressiva J.F.Morales
- Meliosma dilleniifolia (Wall. ex Wight & Arn.) Walp.
- Meliosma donnellsmithii Urb.
- Meliosma dumicola W.W.Sm.
- Meliosma echeverriae J.Menjívar, Cerén & J.F.Morales
- Meliosma echeverryana Cuatrec.
- Meliosma flexuosa Pamp.
- Meliosma fordii Hemsl.
- Meliosma frondosa Cuatrec. & Idrobo
- Meliosma gentryi Aymard & Cuello
- Meliosma glabrata (Liebm.) Urb.
- Meliosma glandulosa Cufod.
- Meliosma glossophylla Cuatrec.
- Meliosma gracilis Cornejo & Bonifaz
- Meliosma grandiflora C.V.Morton ex A.H.Gentry
- Meliosma grandifolia (Liebm.) Urb.
- Meliosma henryi Diels
- Meliosma herbertii Rolfe
- Meliosma hirsuta Blume
- Meliosma idiopoda S.F.Blake
- Meliosma impressa Krug & Urb.
- Meliosma irazuensis Standl.
- Meliosma isthmensis J.F.Morales
- Meliosma itatiaiae Urb.
- Meliosma kirkii Hemsl. & E.H.Wilson
- Meliosma lanceolata Blume
- Meliosma laui Merr.
- Meliosma laxiflora J.F.Morales
- Meliosma lepidota Blume
- Meliosma lindae Cuatrec.
- Meliosma linearifolia A.H.Gentry
- Meliosma littlei Cuatrec.
- Meliosma longepedicellata Cornejo
- Meliosma longipes Merr.
- Meliosma loretoyacuensis Cuatrec. & Idrobo
- Meliosma martana Idrobo & Cuatrec.
- Meliosma matudae Lundell
- Meliosma meridensis Lasser
- Meliosma mexicana V.W.Steinm.
- Meliosma minutipetala Arbeláez
- Meliosma myriantha Siebold & Zucc.
- Meliosma nana J.E.Vidal
- Meliosma nanarum A.H.Gentry
- Meliosma nesites I.M.Johnst.
- Meliosma novogranatensis Cuatrec. & Idrobo
- Meliosma oaxacana Standl.
- Meliosma obtusifolia (Bello) Krug & Urb.
- Meliosma occidentalis Cuatrec.
- Meliosma ochracea J.E.Vidal
- Meliosma oldhamii Maxim.
- Meliosma oligantha J.F.Morales
- Meliosma oppositifolia Griseb.
- Meliosma palaciosii A.H.Gentry ex Cornejo
- Meliosma pardonii Krug & Urb.
- Meliosma parviflora Lecomte
- Meliosma paupera Hand.-Mazz.
- Meliosma petalodentata Arbeláez
- Meliosma peytonii A.H.Gentry
- Meliosma pinnata (Roxb.) Maxim.
- Meliosma pittieriana Steyerm.
- Meliosma pumila A.H.Gentry
- Meliosma recurvata Urb.
- Meliosma rhoifolia Maxim.
- Meliosma rigida Siebold & Zucc.
- Meliosma robusta E.Ramos & Cornejo
- Meliosma rufopilosa M.R.Hend.
- Meliosma sancta J.F.Morales, A.Estrada & Cascante
- Meliosma sarawakensis Ridl.
- Meliosma schlimii (Turcz.) Urb.
- Meliosma seleriana Urb.
- Meliosma sellowii Urb.
- Meliosma simiarum A.H.Gentry
- Meliosma simplicifolia (Roxb.) Walp.
- Meliosma sirensis A.H.Gentry
- Meliosma solomonii A.H.Gentry
- Meliosma spathulata J.E.Vidal
- Meliosma squamulata Hance
- Meliosma starkii E.Ramos
- Meliosma stellata Cornejo & Bonifaz
- Meliosma subcordata Standl.
- Meliosma sumatrana (Jack) Walp.
- Meliosma tachirensis Steyerm. & A.H.Gentry
- Meliosma tenuis Maxim.
- Meliosma thomsonii King ex Brandis
- Meliosma thorelii Lecomte
- Meliosma trujilloi Steyerm. & A.H.Gentry
- Meliosma vasquezii A.H.Gentry
- Meliosma veitchiorum Hemsl.
- Meliosma velutina Rehder & E.H.Wilson
- Meliosma venezuelensis Steyerm. & A.H.Gentry
- Meliosma vernicosa Planch. ex Griseb.
- Meliosma violacea Cuatrec. & Idrobo
- Meliosma wurdackii Cuatrec.
- Meliosma youngii A.H.Gentry
- Meliosma yunnanensis Franch.